# مرکب‌الفرس
مرکب‌الفَرَس یا منکب‌الفرس (α Pegasi) نام ستاره آلفا اسب بزرگ (به همراه ستاره هاآر ۲۹۴۸) در صورت فلکی اسب بزرگ است.
این ستاره را در پارسی میانه کَهت‌مَیان می نامیدند.
مرکب‌الفرس به معنی زین اسب و منکب‌الفرس به معنی شانه اسب است. واژه مرکب از راه لاتین به زبان‌های دیگر اروپایی راه یافته و Markab در انگلیسی نام سه ستاره گوناگون است.
مرکب‌الفرس ستاره‌ای نسبتاً معمولی است که به تکامل ستاره‌ای خود در رشته اصلی نزدیک می‌شود. ستارهٔ مرکب‌الفرس تا چندی دیگر به مرحله سوزش هلیومی وارد می‌شود که طی آن به احتمال زیاد تبدیل به یک غول سرخ خواهد شد. این ستاره هم‌چون خورشید احتمالآ دورهٔ دگرگونی خود را به آرامی و به شکل یک کوتوله سفید خاتمه خواهد داد.